# Andreas Syngros

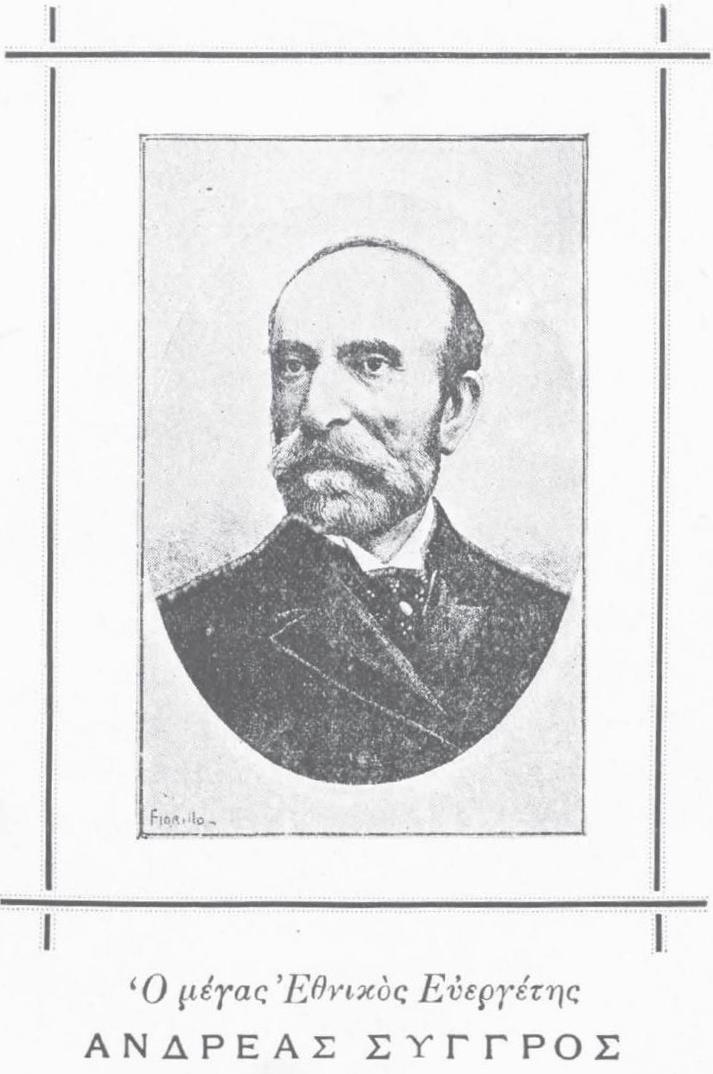
Andreas Syngros

Andreas Syngros (Grieks: Ανδρέας Συγγρός) (Istanboel, 12 oktober 1830 – Athene, 13 februari 1899) was een rijke Griekse bankier.
Samen met zijn vrouw Iphigenia Mavrocordatou (1842-1921) raakte hij bekend als een van de grootste financiële weldoeners van de jonge Griekse natie in de eerste decennia van zijn onafhankelijkheid. Zo redde hij onder meer met zijn kapitaal in 1893 de uiteindelijke realisatie van het Kanaal van Korinthe, nadat het oorspronkelijke Franse consortium overstag gegaan was.
Syngros en zijn echtgenote namen in 1873 hun intrek in een riante woning (ontworpen door de Beierse architect Ernst Ziller) aan de Eleftheriou Venizelou-laan (vroeger Vasilissis Sofias) in het centrum van Athene, vlak bij het toenmalige Koninklijk Paleis (nu het Griekse parlementsgebouw). Als laatste wilsbeschikking droeg mevr. Syngros in 1921 de eigendomsrechten van deze woning over aan de Griekse staat, en sindsdien is het Griekse Ministerie van Buitenlandse Betrekkingen er gehuisvest.
Syngros' naam leeft verder in verschillende plein- en straatnamen over geheel Griekenland, en in andere Griekse instellingen. Er is onder meer de beroemde Leóforos Andrea Syngrou (= A. Syngroslaan), de brede noordoost-zuidwest verbinding die het centrum van Athene verbindt met de kustweg. Ook een vermaard Atheens ziekenhuis, gespecialiseerd in de behandeling van SOA's, werd naar hem genoemd.